# Witali Michailowitsch Bujanowski

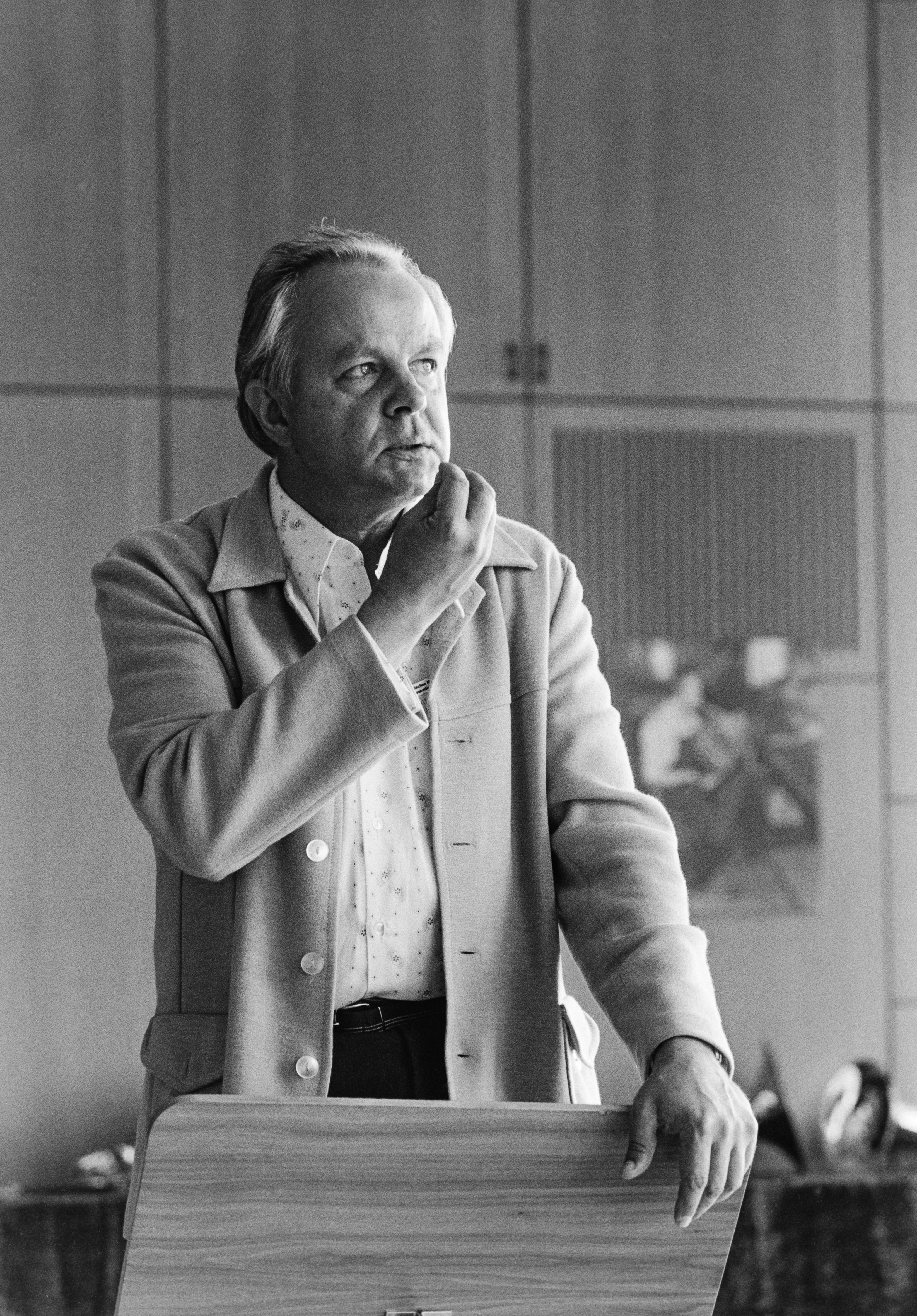
Witali Michailowitsch Bujanowski bei einem Vortrag auf dem Hornsymposium in Trossingen 1980

Witali Michailowitsch Bujanowski (russisch Виталий Михайлович Буяновский; * 27. August 1928 in Leningrad; † 5. Mai 1993 in Sankt Petersburg) war ein russischer Hornist, Musikprofessor und Komponist, der Sohn von Michail Bujanowski.
Bujanowski war der Sohn von Michail Bujanowski. Er war Solohornist bei den Leningrader Philharmonikern. Daneben trat er als Solist in verschiedenen Orchestern sowie als Kammermusiker auf. In einem denkwürdigen Konzert führte er 1970 vier Hornkonzerte von Wolfgang Amadeus Mozart, dessen Rondo (Es-Dur) und das E-Dur-Fragment an einem einzigen Abend auf.
Als Lehrer prägte er eine ganze Generation russischer Hornisten.
Zu seinen Ehren veranstaltete man nach seinem Tod im Jahr 1993 an der Wiener Oper ein Fest, indem seine Aufnahme von Rossinis Thema und Variationen im Dunklen angehört wurde.

## Preise
- Gewinner des Internationalen Reichswettbewerbs (Prag, 1953)
- Goldmedaillengewinner des Internationalen Hornwettbewerbs (Wien, 1959)

| Personendaten    | Personendaten                                    |
| ---------------- | ------------------------------------------------ |
| NAME             | Bujanowski, Witali Michailowitsch                |
| ALTERNATIVNAMEN  | Виталий Михайлович Буяновский (russisch)         |
| KURZBESCHREIBUNG | russischer Hornist, Musikprofessor und Komponist |
| GEBURTSDATUM     | 27. August 1928                                  |
| GEBURTSORT       | Leningrad                                        |
| STERBEDATUM      | 5. Mai 1993                                      |
| STERBEORT        | Sankt Petersburg                                 |